# СР-3
СР-3 «Вихрь» — компактный российский автомат, разработанный на основе бесшумного автомата АС «Вал».

## История
Разработка компактного 9-мм автомата на основе конструкции АС "Вал" началась в 1989 году конструктором ЦНИИТОЧМАШ А. Д. Борисовым. В 1991 году был изготовлен первый прототип оружия (получивший наименование РГ051).
В 1994 году при участии конструктора В. Н. Левченко был создан второй прототип автомата — СР-3 «Вихрь», который в конце 1994 года успешно завершил государственные испытания. Доводился до выпуска конструктором  А. И. Ташлыковым.
В 1995 году автоматы СР-3 «Вихрь» поступили в опытную эксплуатацию в спецподразделения, и в середине 1996 года — были официально приняты на снабжение.
Позднее был разработан модернизированный вариант СР-3М, который должен был объединить в себе достоинства СР-3, ВСС и АС.

## Конструкция

### СР-3
СР-3 унифицирован с АС «Вал» по основным деталям, что положительно сказывается на производстве и эксплуатации оружия.
Устройство СР-3 в целом аналогично АС «Вал»: газоотводный автомат и запирание ствола затвором на 6 боевых упоров. СР-3 имеет возможность использовать глушитель. УСМ ударникового типа также аналогичен «Валу» и позволяет вести огонь одиночными и непрерывными очередями. Предохранитель и переводчик огня разделены: переводчик огня кнопочного типа расположен за спусковым крючком, а двусторонний предохранитель — на ствольной коробке. Вместо рукоятки затвора над цевьём имеется два движка, оттягиваемые назад пальцами. Складывающийся вверх-вперёд приклад выполнен штамповкой из стали, а пистолетная рукоятка и цевьё — из ударопрочной пластмассы.
При использовании специальных бронебойных патронов СП-6 автомат теоретически позволяет успешно поражать противников в бронежилетах 5-го класса защиты (керамическая плита) на дальности до 25 м, 2-й класс защиты (сталь) до 100 м. Небольшие размеры СР-3 способствуют скрытному ношению.

### СР-3М(ОКР "Внесение")
СР-3М отличается возможностью использования глушителя, металлических магазинов на 30 патронов, установки оптических и ночных прицелов, складным влево рамочным прикладом (позаимствованным у АС «Вал»), флажковым предохранителем, выполненным по типу СВД, и новым цевьём со складывающейся дополнительной рукояткой.

## В массовой культуре
В компьютерных играх:
- Альфа: Антитеррор
- Contract Wars
- Escape From Tarkov
- Альфа: Антитеррор. Мужская работа
- Alien Shooter 2
- Cross Fire [MMOFPS]
- Tom Clancy's Splinter Cell: Conviction
- Survarium
- Tom Clancy’s Ghost Recon Advanced Warfighter 2 (Версия для Xbox 360 в режиме Multiplayer)
- Tom Clancy's Ghost Recon: Future Soldier
- Tom Clancy’s Ghost Recon Wildlands
- Tom Clancy’s Ghost Recon Breakpoint
- World War Z: Aftermath
- Door Kickers 2: Task Force North
- DayZ
- STALCRAFT: X
- Call of Duty: Black Ops 6
- Stay Out
- Delta Foce (2025)

В сериалах:
- FBI (ФБР) сериал 1 сезон, 8 серия, 6-я минута

## Галерея
СР-3:
СР-3М: